# Marion Ramsey
Marion Ramsey (Filadélfia, 10 de maio de 1947 – Los Angeles, 7 de janeiro de 2021) foi uma atriz e cantora estadunidense. Era conhecida por seu papel em Cos e como a oficial Laverne Hooks nos filmes da série Police Academy. Também estrelou Lavalantula e 2 Lava 2 Lantula!.
Ramsey morreu em 7 de janeiro de 2021 em Los Angeles, aos 73 anos.